# The King's School (Canterbury)
The King's School je nezávislá škola v anglickém městě Canterbury (hrabství Kent). Je určena pro žáky od třinácti do osmnácti let. Původně byla chlapeckou školou, první dívky byly přijaty v sedmdesátých letech dvacátého století. Pro děti do třinácti let je určena přípravná škola Junior King's School. 
Založil ji roku 597 Augustin z Canterbury jako součást místního opatství, je tak nejstarší školou v Anglii a pravděpodobně i na světě. V době rušení anglických klášterů se dostala pod kontrolu panovníka. Má šestnáct oddělení (houses): School House, The Grange, Walpole, Meister Omers, Jervis, Luxmoore, Galpin's, Linacre, Broughton, Tradescant, Harvey, Lady Kingsdown House a Bailey jsou internátní školy, Mitchinson's, Marlowe a Carlyon poskytují pouze denní výuku. Celkem zde studuje více než osm set žáků. The King's School je členem sdružení elitních škol Eton Group. Od roku 1952 škola pořádá umělecký festival King's Week.
K absolventům patří William Harvey, Hugh Walpole, Bernard Montgomery, Alan Watts a Carol Reed.